# Голов, Анатолий Григорьевич
Анатолий Григорьевич Го́лов (род. 16 августа 1946) — российский политик, депутат Государственной Думы РФ в 1993—1999 годах (фракция «ЯБЛОКО»). Член РОДП «Яблоко». Председатель СДПР в 1993—1994 годах. Сопредседатель Союза потребителей России. В 2002—2004 годы — член Комиссии по правам человека при Президенте РФ.
Основные направления работы — социальная политика, жилищная и коммунальная сфера, защита прав потребителей.
Владеет французским языком. Женат, два сына, пять внуков. Хобби — рыбалка, походы на байдарках.

## Биография
Родился 16 августа 1946 года в городе Перово Московской области. Отец — инженер-нефтепереработчик, родившийся под городом Корчева, мать бухгалтер, родом с Украины. Оба из крестьян. В конце 1940-х семья переехала в Ленинград.
В 1968 году окончил математико-механический факультет ЛГУ. До 1978 года работает в ЛГУ на кафедре гидроаэромеханики. Параллельно преподавал в ЛПИ. В 1975—1977 годах был в командировке в Гвинее.
В 1978 году перешёл на работу в Инженерно-экономический институт, где начинает работу над диссертацией на тему «Управление научно-исследовательскими работами». Впоследствии он отказался от защиты диссертации. В 1989 году — с.н.с. Агентства социальной информации.
Профессор М. В. Попов вспоминал: "Яблочник Анатолий Голов у меня был культсектором на матмехе, когда я был секретарем комсомольской организации. Он был двоечник, дремучий двоечник. И я очень удивился, когда он объявился на какой-то политической арене да еще купил золоченые очки, да еще у него телефон мобильный, и все думали, что он юрист. А жена у него, Катя Голова, очень способная, отличница".

## Анатолий Голов в политике
В 1987—1989 годах входил в ленинградский клуб «Перестройка». В 1988 году был одним из создателей организации «За Народный Фронт».
С 1989 года сотрудник Агентства социальной информации, затем генеральный директор Международного института малого бизнеса. В 1990—1993 избирался депутатом Ленинградского (Санкт-Петербургского) городского Совета народных депутатов. Летом 1991 года создал Международный институт бизнеса и стал его генеральным директором.
Принимал активное участие в создании Социал-демократической ассоциации СССР и Социал-демократической партии России, был сопредседателем Ленинградской организации, председателем, заместителем председателя СДПР.
В мае 1993 года в качестве председателя Социал-демократической партии России был учредителем избирательного блока «Явлинский — Болдырев — Лукин» (блок «Яблоко»), в том же году избран депутатом Государственной Думы по списку блока «Яблоко». В 1995 году снова баллотировался в Государственную Думу по спискам «Яблока» и был избран депутатом по одномандатному округу № 210 от Санкт-Петербурга. В 1997 году стал заместителем председателя Комитета по труду и социальной политики Государственной Думы и членом комиссии Государственной Думы по проверке фактов коррупции должностных лиц органов государственной власти Санкт-Петербурга. В том же году вошел в состав Совета при Правительстве РФ по вопросам социального развития.
На пресс-конференции 19 января 1998 года объявил о своем намерении выйти 1 февраля из СДПР.
Был одним из участников скандала с Владимиром Жириновским, когда того 11 марта 1998 года лишили слова на день за оскорбительные высказывания в адрес «Яблока». На следующий день Голов вместе с Еленой Мизулиной предложили Генпрокуратуре рассмотреть вопрос о привлечении лидера ЛДПР к уголовной ответственности за хулиганство, за оскорбление представителей государственной власти и за препятствие работе государственных органов. 17 марта Генпрокуратура возбудила уголовное дело против Жириновского.
В 2002 году — директор автономной некоммерческой организации «Институт социальной политики», сопредседатель общественной организации «Союз потребителей России». В 2002—2004 годах — член Комиссии по правам человека при Президенте РФ.
Разработчик более 50 законов и законопроектов в экономической и социальной сфере в 1993—2003 гг. В том числе — альтернативных проектов Налогового и Трудового кодексов, законов «О государственной социальной помощи», «О коллективных договорах и коллективных соглашениях», «О повышении минимального размера оплаты труда», «Об упорядочении оплаты труда работников бюджетной сферы», «О денежной компенсации работникам в связи с нарушением сроков выплаты зарплаты», «О занятости», «О прожиточном минимуме». Автор альтернативного проекта концепции пенсионной реформы в РФ, 1999—2001 гг.
Сопредседатель, наряду с Б. Г. Мисником, Социал-демократической фракции в РОДП «ЯБЛОКО».
На выборах в Государственную думу Федерального Собрания РФ VII созыва (2016 год) баллотировался по 215 Северо-Западному одномандатному избирательному округу, город Санкт-Петербург.

## Защита прав потребителей
С 2013 года является руководителем петербургской Школы ЖКХ. Цель Школы — выработать механизмы защиты прав потребителей в сфере ЖКХ и вооружить ими гражданских активистов. Слушатели школы — председатели и члены Советов многоквартирных домов, ТСЖ, ЖСК, ЖК. Занятия посвящены юридическим, техническим и другим аспектам жилищно-коммунальной сферы. Ведут их специалисты — представители управляющих компаний, органов городской власти и местного самоуправления, обслуживающих организаций, практикующие юристы. Анатолий Голов в качестве эксперта-преподавателя также ведёт занятия и даёт индивидуальные консультации по конкретным вопросам защиты прав потребителей.

### Анатолий Голов в социальных сетях
- Твиттер Анатолия Голова
- Анатолий Голов в Facebook
- Анатолий Голов ВКонтакте